# Tršić
Tršić (Servisch cyrillisch Тршић) is een plaats in de Servische gemeente Loznica. De plaats telt 1263 inwoners (2002).